# Темпті-рапташ
Темпті-рапташ (д/н — бл. 1605 до н. е.) — суккуль-мах (верховний володар) Еламу близько 1625—1605 роках до н. е.

## Життєпис
Походив з династії Епартідів (Суккуль-махів). Про батьків відомості вкрай обмежені. Небіж суккуль-маха Кутір-Шілхахи. З кінця 1630-х років до н. е. обіймав посади суккаля Суз (після смерті стриєчного або рідного брата Кук-нашура (III), суккаля Еламу і Симашкі. Зрештою близько 1625 року до н. е. спадкував трон Еламу. Протягом декількох років не призначав суккалей Симашкі і Суз, зрештою першу посаду отримав родич Кудузулуш.
Про його панування обмаль відомостей, що пов'язано зі зменшенням знайдених глиняних табличок, насамперед правового й майнового змісту, що, на думку дослідників, свідчить про тривалу кризу в державі.
Помер Темпті-рапташ близько 1605 року до н. е. Йому спадкував Кудузулуш II.